# Iraklia (gmina)
Iraklia (gr. Δήμος Ηρακλείας, Dimos Iraklias) – gmina w Grecji, w administracji zdecentralizowanej Macedonia-Tracja, w regionie Macedonia Środkowa, w jednostce regionalnej Seres. W 2011 roku liczyła 21 145 mieszkańców. Powstała 1 stycznia 2011 roku w wyniku połączenia dotychczasowych gmin: Iraklia, Skotusa i Strimoniko. Siedzibą gminy jest Iraklia.